# Vikingemuseum Hedeby
Vikingemuseum Hedeby er et museum i det nordlige Tyskland, beliggende i Hedeby, der beskæftiger sig med byens historie og de arkæologiske fund der er gjort i området. Det åbnede i 1985 som del af museerne på Gottorp Slot. Museet ligger få hundrede meter nord for Hedebys halvkredsvold ved Haddeby Nor ikke langt fra Haddeby Kirke.
Udstillingsbygningernes form er inspireret af vikingeskibe og ligner omvendte skibe med kølen opad. I marts 2010 genåbnede museet efter en omfattende modernisering. Til genåbningen var både slesvig-holstenske ministerpræsident Peter Harry Carstensen og den daværende danske kulturminister Per Stig Møller.
Udstillingen fokuserer på byens håndværk, handel, byggestil og indbyggernes dagligliv samt Hedebys byudvikling. Desuden beskæftiger museet sig med nordisk mytologi, madkultur og beklædning. I udstillingen indgår også Hedebyklokken og de originale runesten fra Hedeby, som blev fundet i 1700- og 1800-tallet i Hedebys nærmeste omegn. I vikingeskibshallen præsenteres vraget af et delvist udbrændt, kongeligt langskib (et krigsskib), som blev fundet ved Hedebys havn i 1953. I haven omkring museet dyrkes gamle nytte- og kulturplanter, som allerede i vikingetiden var hjemmehørende i Hedeby. 
På den historiske boplads inden for halvkredsvolden blev der i årene 2005-2008 opført syv vikingehuse i den oprindelige byggestil med stråtag og vægge af lerklinet fletværk. Husene er rekonstrueret efter originale bygningsfund i Hedeby. I 2007 blev der rekonstrueret en anløbsbro efter en arkæologisk undersøgelse af havnen foran bopladsen i 1979. 
2007 blev der på Flensborg museumsværft bygget et omtrent 6,5 meter langt vikingeskib, som siden maj 2009 har ligget ved broen. På de tilstødende arealer græsser gamle dyreracer. Halvkredsvolden omkring den gamle boplads indgår allerede i Dannevirkes voldsystem. I arealet syd for den historiske boplads findes modeller af Hedebys runestene.

## Ekstern kilde/henvisning
- Wikimedia Commons har flere filer relateret til Vikingemuseum Hedeby
- Vikingemuseums hjemmeside (tysk)
- Bilder fra Hedeby Viking Museum

54°29′49″N 9°34′9″Ø / 54.49694°N 9.56917°Ø